# Земпер, Георг
Гео́рг Зе́мпер (нем. Georg Semper; 3 августа 1837, Альтона, Гамбург — 21 февраля 1909) — немецкий энтомолог, который специализировался на чешуекрылых. Брат немецкого зоолога Карла Земпера (1832—1893).

## Биография
Его коллекция чешуекрылых с Филиппинских островов хранится в Зенкенбергском музее во Франкфурте-на-Майне, а индомалайские и австралазийские образцы — в Дрезденском зоологическом музее. Его собрание европейский насекомых хранится в Музее Шлезвига-Гольштейна и зоологических коллекциях Гамбургского университета. Он написал статью о булавоусых Австралии (Beitrag zur Rhopalocerenfauna von Australien. J. Mus. Godeffroy 14: 138-194, 8 PLS, 9 (1878) и Die Schmetterlinge der Philippinischen Inseln. Beitrage zur Indo-Malayischen Lepidopteren-fauna. Zweiter Band. Die Nachtfalter. Heterocera Reisen Archipel. Philipp. 2: 381-728 (1896—1902). Земпер работал в сотрудничестве с музеем Годеффроя.